# Погром в Щучине (Польша)
Погро́м в Щу́чине — массовое убийство евреев польского города Щучин в Подляском воеводстве в первые недели немецкой оккупации летом 1941 года. Долгое время замалчивался и считался делом рук немецких оккупационных властей. Исследования показали активное участие в погроме местного польского населения.

## Предпосылки
Первый попытка погрома произошла в Щучине в начале сентября 1939 года, после вступления в город немецких войск. Однако в этот раз погром был пресечен немецкими властями. Впоследствии город был передан под контроль Советского Союза согласно пакту Молотова — Риббентропа. К этому моменту были разрушены синагога и еврейская школа.

## Ход событий
22 июня 1941 года немецкие войска напали на СССР, и в первые же дни Щучин был оккупирован. Вследствие быстрого продвижения вермахта на восток образовался вакуум власти стихийно заполненный местными польскими активистами, создавшими так называемые «управы».
В Щучин во главе такой «управы» стоял местный учитель, освобожденный из советской тюрьмы. С этого времени начались убийства, сначала сотрудничавших с советской властью, а затем и евреев. 25 июня, ночью, в четырёх разных участках города начались убийства. Впоследствии убийства евреев происходили днём в публичных местах, в том числе и в воскресенье, когда польские жители возвращались из костела. Со временем интенсивность убийств росла, некоторых жертв вели на местную бойню для животных и забивали путём отрубания голов на колодах. Около 24 июня польские активисты отобрали 100 еврейских мужчин, вывели их на площадь и убили с помощью топоров, палок и лопат. Группа еврейских женщин обратилась к местному священнику с просьбой повлиять на жителей, однако получили отказ. Примерно в это время в город въехали 20 немцев, и к ним была отправлена делегация евреев с просьбой о помощи. После получения некоторых подарков немецкие солдаты согласились помочь и погром был приостановлен.
В августе польская полиция с помощью немцев согнала евреев на площадь, разместив часть людей в гетто. На следующий день старики были отобраны и убиты на кладбище. Женщин из гетто отправляли на работу в различные крестьянские хозяйства. Несколько десятков из них были убиты польскими крестьянами возле села Бзура. Во время налетов на гетто поляками убиты, по сообщению одного из свидетелей, около 300 человек. Гетто было ликвидировано 2 ноября 1942 года. Его жители были перевезены в лагерь Богуш, в Граево.